# Jakar (distriktshuvudort i Bhutan)
Jakar är en distriktshuvudort i Bhutan.   Den ligger i distriktet Bumthang, i den centrala delen av landet, 110 km öster om huvudstaden Thimphu. Jakar ligger 2 587 meter över havet och antalet invånare är 4 829.
Terrängen runt Jakar är bergig åt nordost, men åt sydväst är den kuperad. Jakar ligger nere i en dal. Trakten är glest befolkad. Det finns inga andra samhällen i närheten.